# Banas (Òlt)
Banas (en francès Bannes) és un municipi francès situat al departament de l'Òlt i a la regió d'Occitània.

## Demografia
| 1962                                       | 1968 | 1975 | 1982 | 1990 | 1999 | 2007 |
| ------------------------------------------ | ---- | ---- | ---- | ---- | ---- | ---- |
| 204                                        | 234  | 219  | 196  | 203  | 166  | 141  |
| Des de 1962: població sense dobles comptes |      |      |      |      |      |      |

## Administració
| Període   | Identitat           | Partit |
| --------- | ------------------- | ------ |
| 1995-2008 | Claude Galtié       |        |
| 2008-     | Christian Larraufie |        |